# Mar de les Hèbrides

Situació del mar de les Hèbrides

El mar de les Hèbrides (en anglès Sea of the Hebrides; en gaèlic escocès Cuan Uibhist, 'mar de Uist') és la part de l'oceà Atlàntic situada vora la costa occidental d'Escòcia, entre la costa sud de l'arxipèlag de les Hèbrides Exteriors i el nord de les Hèbrides Interiors.
Comunica directament amb l'Atlàntic pel sud, i indirectament a través dels diferents estrets formats entre les diverses illes de les Hèbrides Exteriors per l'oest, i a través de l'estret anomenat The Little Minch que comunica al nord amb The Minch, un altre braç de mar de l'oceà Atlàntic.
El mar de les Hèbrides conté, totalment o en part, les nombroses illes que formen part de l'arxipèlag de les Hèbrides.